# كريستوف بروبست
كريستوف بروبست (بالألمانية: Christoph Probst)‏ هو مقاوم وطالب ألماني، ولد في 6 نوفمبر 1919 في مورناو أم شتافلزي ‏ في ألمانيا، وتوفي في 22 فبراير 1943 في Stadelheim Prison ‏ في ألمانيا بسبب قطع الرأس.

## وصلات خارجية
- كريستوف بروبست على موقع الموسوعة البريطانية (الإنجليزية)